# Niphoparmena gracilis
Niphoparmena gracilis là một loài bọ cánh cứng trong họ Cerambycidae.